# Vladimír Kobielsky
Vladimír Kobielsky (születési nevén: Vladimír Kobielský) (Varannó, 1975. július 26. –) egy szlovák színész.

## Filmográfia
- 1997: Zlatá podkova, zlaté pero, zlatý vlas
- 1998: Kovladov dar
- 2001: Kováč Juraj
- 2004: O dve slabiky pozadu
- 2008 – 2014: Panelák (Jakub Švehla)
- 2011 – 2012: Dr. Ludsky
- 2014 – 2017: Búrlivé víno
- 2018 – jelenig: Oteckovia (Marek Bobula)